# Expiremont
Expiremont é uma comuna francesa na região administrativa da Nova Aquitânia, no departamento de Charente-Maritime. Estende-se por uma área de 5,66 km². Em 2010 a comuna tinha 131 habitantes (densidade: 23,1 hab./km²).